# Gellér Gábor (síugró)
Gellér Gábor (Budakeszi, 1958. szeptember 13. –) magyar síugró
Huszonnégyszeres  magyar bajnok. 1977-ben, 1978-ban és 1979-ben az év síelője.

## Életút
A 47 magyar bajnoki címet szerző budakeszi Gellér dinasztia legfiatalabb tagja. A tizennégy évvel idősebb bátyjával, Gellér Lászlóval még indult egy versenyen. Nevelő egyesülete a Budakeszi Petőfi SC volt. Ezután a MOM SC, majd a Budapesti Honvéd következett. Első serdülő versenyét 1971-ben nyerte, ezt követően több alkalommal győzött a korosztályos eseményeken. Első felnőtt versenyét 1977-ben, az utolsót tíz évvel később, 1987-ben nyerte. 1985-ben indult az északi vb-n, Seefeldben. 38., illetve 53. helyen végzett. 1980-ban Harrachov-ban megrendezett sírepülő versenyen 139m-es új Magyar rekordot állított fel, ami a mai napig érvényes.

## Magyar bajnoki címei
- Síugrás
  - Kissánc. Egyén: 1986; 1987; Csapat:  1985; 1986;
  - Középsánc. Egyéni:  1977; 1979; 1982; Csapat: 1978; 1979; 1980; 1981; 1982;
  - Nagysánc. Egyéni: 1977; 1981; 1982; 1986; 1987; Csapat: 1977; 1979; 1980; 1981; 1982; 1985; 1986;
- Részletesen →  Síugrás. Magyar fejezet; Síugró magyar bajnokok listája